# Huỳnh Phú Sổ
Huỳnh Phú Sổ (1920 - 1947) là người sáng lập đạo Phật giáo Hòa Hảo, và đồng sáng lập Việt Nam Dân chủ Xã hội Đảng. Ông được các tín đồ gọi là "Đức Thầy", "Đức Huỳnh Giáo chủ" hay "Đức Tôn Sư".

## Thiếu thời

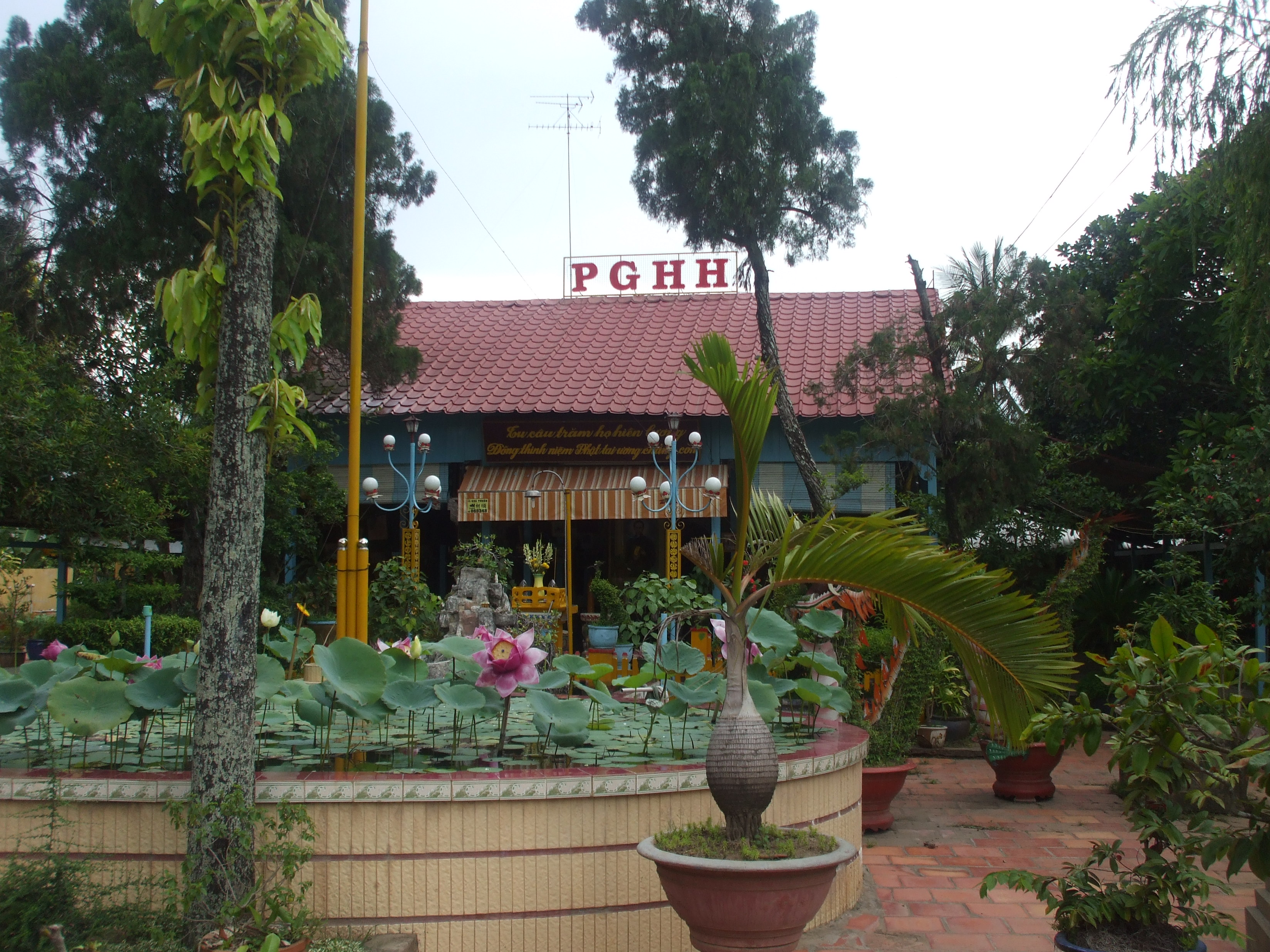
Tổ đình Phật giáo Hòa Hảo, nơi sinh trưởng Huỳnh Phú Sổ

Huỳnh Phú Sổ sinh ngày 15 tháng 1 năm 1920, nhằm ngày 25 tháng 11 năm Kỷ Mùi tại làng Hoà Hảo, quận Tân Châu, tỉnh Châu Đốc, (nay thuộc thị trấn Phú Mỹ, huyện Phú Tân, tỉnh An Giang); là con thứ tư và là con trai trưởng của ông Huỳnh Công Bộ (Hương Cả Bộ) và bà Lê Thị Nhậm. Sau khi học hết bằng sơ học yếu lược Pháp - Việt nhưng hay bị đau ốm nên đành bỏ dở việc học.
Từ thuở bé, Huỳnh Phú Sổ đã có căn tính của một người tu hành, ông không thích đàn địch, ca hát, cười giỡn như các bạn cùng trang lứa, lúc nào ông cũng trầm tư, tĩnh mặc, thích ở nơi thanh vắng, yên tĩnh. Mỗi khi được bàn đến chuyện cưới hỏi thì ông đều cự tuyệt và có ý lẩn tránh.
Bệnh tình của ông ngày càng trở nặng, được người nhà đưa đi chữa trị khắp nơi, gặp nhiều danh y trong vùng nhưng họ cũng đành chịu thua. Sau khi trở về từ một lần đi viếng cảnh núi Tà Lơn (Campuchia) và vùng Thất Sơn (An Giang) cùng thân phụ của ông, những chứng bệnh của ông dần thuyên giảm.

## Khai đạo

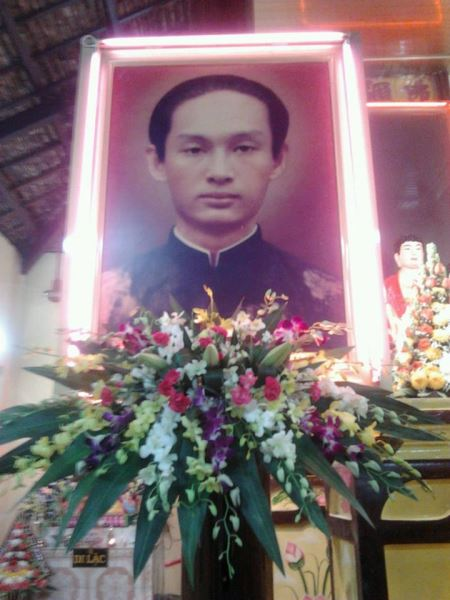
Chân dung Huỳnh Phú Sổ tại chùa An Hòa Tự (TT. Phú Mỹ, Phú Tân, An Giang)

Ngày 18 tháng 5 năm Kỷ Mão, tức ngày 4 tháng 7 năm 1939, Huỳnh Phú Sổ tổ chức lễ "Đền linh Khứu Sơn trung thọ mạng", khai đạo tại tư gia, sáng lập ra Phật giáo Hòa Hảo, lấy tên theo làng Hòa Hảo, nơi ông sinh ra, vừa có ý nghĩa là "hiếu hòa" và "giao hảo". Từ đó, ông đi chữa bệnh, tiên tri, thuyết pháp và sáng tác thơ văn, kệ giảng. Văn chương của ông bình dân nên dễ đi vào lòng người. Ông được tín đồ  suy tôn là “Thầy tổ”, và được gọi “Đức Tôn Sư”, “Đức Thầy”, "Đức Huỳnh Giáo chủ".
Chỉ trong một thời gian ngắn số tín đồ và ảnh hưởng của ông càng ngày càng gia tăng và trở thành một phong trào tín ngưỡng mạnh mẽ khiến Thực dân Pháp lo ngại.
Ngày 18 tháng 8 năm 1940, Thực dân Pháp đưa Huỳnh Phú Sổ đi quản thúc tại Sa Đéc.
Ngày 23 tháng 5 năm 1940, Thực dân Pháp chuyển ông sang quản thúc ở làng Nhơn Nghĩa, tỉnh Cần Thơ nhưng cả hai nơi này đều được đông đảo quần chúng đến xin nghe thuyết pháp và quy y Phật giáo Hòa Hảo.
Vì vậy ngày 28 tháng 7 năm 1940, nhà cầm quyền Pháp đưa Huỳnh Phú Sổ vào bệnh viện Cần Thơ và sau đó chuyển lên nhà thương điên Chợ Quán tại Sài Gòn.
Tháng 6 năm 1941, Huỳnh Phú Sổ bị đưa đi quản thúc ở Bạc Liêu. Tại đây ông không được phép trị bệnh và thuyết pháp.
Tháng 10 năm 1942, trước tin tức người Pháp sẽ đưa Huỳnh Phú Sổ đi đày ở Ai Lao (Lào), các tín đồ Phật giáo Hòa Hảo và hiến binh Nhật đã giải cứu ông đem về Sài Gòn.
Từ tháng 6 đến tháng 8 năm 1945, Huỳnh Phú Sổ đi thuyết pháp và khuyến nông tại 107 địa điểm ở các tỉnh miền Tây Nam Bộ.
Ngày 21 tháng 9 năm 1946, Huỳnh Phú Sổ cùng một số trí thức có khuynh hướng dân tộc, dân chủ thành lập Việt Nam Dân chủ Xã hội Đảng (còn gọi là Dân Xã đảng).

## Cái chết
Ngày 16 tháng 4 năm 1947, Huỳnh Phú Sổ mất tích khi đến Tân Phú, Đồng Tháp Mười để hòa giải sự xung đột giữa Việt Minh và Phật giáo Hòa Hảo.
Theo nghiên cứu của McHale (2021) thì có hai khả năng cho cái chết của Huỳnh Phú Sổ: hoặc là Ủy ban Hành chính Nam Bộ đã lần lượt bắt giữ, xử án và hành quyết Huỳnh Phú Sổ sau ngày 16 tháng 4; hoặc là ông đã bị Việt Minh giết chết trong khoảng từ ngày 15 đến 23 tháng 4 năm 1947 rồi mới dựng lên quá trình pháp lý để hợp thức hoá việc này. Theo đó, ngày 20 tháng 4, Ủy ban Hành chính Nam Bộ tuyên bố giải tán Dân Xã đảng do Huỳnh Phú Sổ lãnh đạo và đưa ông ra xét xử trước một tòa án quân sự. Tại phiên tòa ngày 25 tháng 4, Ủy ban Hành chính Nam Bộ tuyên án tử hình đối với Huỳnh Phú Sổ. Tướng Nguyễn Bình công bố việc hành quyết vào ngày 20 tháng 5 năm 1947, nhưng tin đồn về việc này đã được lan truyền trước đó từ lâu.
Theo tài liệu của Viện nghiên cứu Khoa học Công an, Huỳnh Phú Sổ bị bắt và xử tử vào ngày 22 tháng 12 năm 1947 bởi Việt Minh tại Long Xuyên.